# Funktionssocialism
Funktionssocialism är ett begrepp inom den svenska socialdemokratin.
Funktionssocialism kallas ibland högerreformism, men skiljer sig från den rena pragmatismen och socialliberalismen i dess strävan att i ett medellångt tidsperspektiv åstadkomma bestående, strukturella samhällsförändringar i socialistisk riktning. Kännetecknande för funktionssocialismen är att den förflyttar intresset från ägandet av produktionsmedlen till frågan om ägandets funktioner och hur dessa i varierande grad kan styras och kontrolleras av den demokratiska statsmakten, löntagarnas organisationer och konsumentmakten.
I stället för att förstatliga produktionsmedlen handlar politiken mycket om att öka kontrollen av marknaden genom att begränsa och balansera dess makt och sätta in åtgärder där man anser att den misslyckas.
I 1990 års partiprogram för Sveriges socialdemokratiska arbetareparti gavs den funktionssocialistiska strävan följande formulering: "Den socialdemokratiska vägen, att förändra bestämmanderätten över produktionen och produktionsresultatets fördelning snarare än det formella ägandet av produktionsmedlen, och låta denna bestämmanderätt utövas på många olika vägar, är därför inte bara en enklare utan framförallt mer ändamålsenlig metod att skapa det folkliga inflytandet över produktionsordningen..."
Det finns olika uppfattningar om funktionssocialism ska ses som en kvantitativ samhällsförändring inom kapitalismens ramar eller leder till kvalitativa förändringar av kapitalismens funktionssätt. 

## Historisk utblick
I den socialistiska rörelsen uppfattades från början ägandet, och då i synnerhet ägandet av produktionsmedlen, som den avgörande frågan i samhällets övergång från kapitalismen till socialismen. Denna uppfattning var för en tid dominerande också bland reformisterna efter arbetarrörelsens delning i en kommunistisk och en socialdemokratisk gren i samband med första världskriget och den ryska revolutionen. 
Det partiprogram som de svenska socialdemokraterna antog 1920 inskärpte vikten av socialisering (förstatligande) för att en verklig samhällsförändring skulle komma till stånd. Den första socialdemokratiska regeringen, som tillträdde samma år med Hjalmar Branting som statsminister, inrättade en "socialiseringsnämnd" för att ta itu med saken. Här kom emellertid frågan snabbt att problematiseras. Nils Karleby, som blev nämndens sekreterare, drog med utgångspunkt bland annat i Vilhelm Lundstedts kritik av det naturrättsliga egendomsbegreppet slutsatsen att ägandet i själva verket utgörs av en uppsättning dispositionsrättigheter av olika slag, och att det är viktigare hur och av vem dessa faktiskt utövas än vem som har den formella äganderätten.
Perspektivet försköts därigenom från samhällets ägande till samhällets kontroll, såväl ovanifrån genom den demokratiska statens ingrepp som underifrån genom löntagar- och konsumentinflytande. Denna kontroll kan i realiteten variera längs en skala från noll till hundra procent med ingrepp och begränsningar på olika nivåer i de olika dispositionsrättigheterna, till skillnad från ägandets absoluta kategorier – antingen äger man eller så gör man det inte.
På liknande sätt var det också med själva begreppen kapitalism och socialism, menade Karleby. I verklighetens värld existerar de inte i rena former. Det handlar i stället om olika blandningar av kapitalistisk disposition och demokratisk samhällskontroll. Samtidigt underströk Karleby vikten av inkomstutjämning och sociala reformer för arbetarklassens fulla delaktighet i samhället – och därmed för kraften i den demokratiska kontrollen.
Häri låg också en viktig förskjutning i synen på frågan om makten i samhället från makronivån – ägandet av produktionsmedlen – till mikronivå, det vill säga till människors möjligheter att själv råda över sina liv. Full sysselsättning i kombination med den trygghet som en generell välfärdspolitik gav skulle i det dagliga livet medföra en maktförskjutning från arbetsgivarna till löntagarna.

## Adler-Karlsson
Själva begreppet "funktionssocialism" myntades av Gunnar Adler-Karlsson 1965 under en föreläsning för latinamerikanska studenter på temat "Den svenska ekonomin som en medelväg". Begreppet kom därefter att utredas vidare i boken Funktionssocialism: ett alternativ till kommunism och kapitalism (1967). I denna bok beskrev Adler-Karlsson hur funktionssocialismen var tänkt att fungera i praktiken:
| ”                                                  | Låt oss i stället beröva våra nuvarande kapitalister en efter en av deras äganderättsfunktioner, så att de om några decennier står kvar formellt som kungar, men reellt som mer eller mindre maktlösa symboler för en förgången tid. | „ |
| – Gunnar Adler-Karlsson: Funktionssocialism (1967) | |   |

Boken teoretiserar omkring socialism och äganderätten, som författaren ser som en rad funktioner mellan olika personer, byråkratin och organisationer. "Funktionssocialism" blev en benämning på den politik som de svenska socialdemokraterna redan praktiserade sedan lång tid, vilket är ett huvudtema för Adler-Karlsson. 
Adler-Karlsson härleder själv sin term till Östen Undén och dennes "Några synpunkter på begreppsbildningen inom juridiken" (1928), och Svensk sakrätt (1927–41). Undén hävdade att äganderätten som begrepp kan förstås som ett funktionsbegrepp och skiljas från substansbegreppet. Adler-Karlsson modifierar denna tanke bland annat i ljuset av den klassiska naturrätten, och menar att socialiseringsdebattens oklarhet berott på att äganderätten betraktas som något odelbart. I stället vill Adler-Karlsson se ägandet som ett antal sammanhängande funktioner. 
I boken räknas nio funktioner av ägandet upp som Adler-Karlsson anser vara de viktigaste:
1. Beslut angående produktion med befintliga fasta kapitalresurser
2. Investeringsbeslut
3. Beslut angående utnyttjandet av arbetskraften
4. Lönebildningsbeslut
5. Beslut rörande fördelning av vinster
6. Omfördelningsbeslut
7. Beslut angående konjunkturutjämning
8. Kontroll av maktkoncentration
9. Avvägning mellan ekonomiska och andra värden

Att socialisera ägandets funktioner ser Adler-Karlsson som en medelväg mellan Östblockets och Västblockets dåvarande politiska system, då det är en blandekonomi. Blandekonomin kan beroende på antalet och graden av socialiserade funktioner vara mer eller mindre dragen åt kapitalism eller kommunism.
Adler-Karlssons analys av funktionssocialismen kan ses som ett bidrag till 1960-talets s.k. konvergensteorier (Jan Tinbergen, John Kenneth Galbraith), som undersökte den parallella framväxten av marknadsekonomiska element i de kommunistiska planekonomierna och inslag av planhushållning i de västliga marknadsekonomierna.

## Internationellt perspektiv och senare tid
Den funktionssocialistiska synen på samhällets förändring utvecklades framför allt inom den svenska socialdemokratin, men liknande perspektivförskjutning fanns också hos andra reformister runt om i Europa under mellankrigstiden, till exempel belgaren Hendrik de Man och de så kallade austromarxisterna i Österrike.
Av de senare framhöll Eduard Heimann välfärdspolitikens rent av strategiska roll för samhällets omdaning i socialistisk riktning. Allmänna sociala rättigheter förskjuter maktbalansen i samhället till arbetarklassens fördel genom att arbetarna blir mindre beroende av marknaden och arbetsgivarna. Den klassmässiga underordningen motverkas av det sociala medborgarskapets lika rättigheter för alla. Välfärdspolitiken introducerar därmed ett främmande element i det kapitalistiska samhället. Med Heimanns ord kan den liknas vid en trojansk häst som opererar djupt bakom frontlinjen mellan kapitalism och socialism.
Besläktade tankegångar finns hos Karl Marx, som i Kapitalets tredje band skriver om kapitalismens upphävande inom dess egen ram. Marx hade dock diamentralt olika åsikter bl.a. i fråga om demokratin, ägandet, och revolutionens nödvändighet. Medan funktionssocialisterna sätter perspektivet på kontrollen över varucirkulationen och fördelningspolitik där det senare skall leda till minskade klasskillnader, menade Marx att kapitalet var ett produktionssätt som styrde samhället och att politikerna endast kan förvalta detta och eventuellt omfördela dess mervärde. Om produktionen inte bara skapar det vi vill ha (bruksvärden) utan också det vi vill byta mot något annat (bytesvärden) uppstår ekonomiska lagar för hur värdena byts mot varandra. Det senare ger enligt Marx upphov till alienation, där mänskliga relationer omvandlas till relationer mellan ting – vår egen aktivitet vänds mot oss som utomstående krafter som dominerar oss. Även om funktionssocialismen som idériktning knappt existerade under Marx levnadstid, formulerade han tankegångar mot samtida filosofer som hade liknande tankegångar, bl.a. Proudhon.
Funktionssocialismen blev bestämmande för den svenska socialdemokratins politik från 1930-talet till löntagarfondsstriden under 1970 och 80-talen, som reste frågan om ägandet av produktionsmedlen på nytt – och slutade i en reträtt för arbetarrörelsen. Därefter har det varit svårt att urskilja någon enhetlig strategisk linje för samhällets förändring i socialistisk riktning i den socialdemokratiska politiken i Sverige.